# Crossroad
Crossroad är det svenska power metal-bandet The Storytellers andra album. Likt föregångaren producerades det av Fredrik Nordström och spelades in i dennes Studio Fredman. Albumet släpptes först i Japan i december 2001 av skivbolaget Soundholic Co. Ltd. och året därefter i Europa av No Fashion Records och 2014 i Taiwan på Magnum Music.
Inför inspelningen av albumet hade gitarristen Erik Gornostajev lämnat bandet, som nu blivit en trio.

## Låtlista
1. "And the Legend Continues" (instrumental) – 1:37
2. "The Unknown" – 5:37
3. "The Secret's Revealed" – 3:54
4. "Eye of the Storm" – 4:38
5. "A Passage Through the Mountain" – 4:16
6. "Ambush" – 5:37
7. "Loss of a Friend" – 5:02
8. "Crossroad" – 5:36
9. "Kingdom Above" – 4:39
10. "The Moment of Truth" – 7:59

Bonusspår på japanska utgåvan
1. "Moonchild" (Iron Maiden-cover) – 5:44

## Medverkande
Musiker
- L-G Persson – sång, basgitarr
- Fredrik Groth – gitarr, keyboard
- Martin Hjerpe – trummor

Bidragande musiker
- Ronny Hemlin – sång
- Pär Kankanranta – gitarr
- Lasse Martinsen – sång
- Bryan Horne – sång

Produktion
- Fredrik Nordström – producent, mixning
- Fredrik Groth – producent
- Arnold Lindberg – studiotekniker, producent
- Håkan Åkesson – mastering
- Simon Ådahl – studiotekniker
- Mackan – studiotekniker, producent
- Jonas Strömberg – studiotekniker
- Mattias Persson – omslagskonst